# Jordan Capri
Lori Lynn Jackson (Glendale, 24 mei 1984), beter bekend als 'Jordan Capri', is een voormalig glamourmodel en Amerikaans gepensioneerd softerotisch actrice.

## Carrière
Geboren als Lori Lynn Manna, begon ze haar carrière in de erotische industrie, toen ze ontdekt werd door fotograaf Steve Lightspeed eind 2003. Zoals verschillende modellen die voor Lightspeed Network werkten, werd Jordan Capri behandeld als een personage binnen het teen softporn genre. Ze werd geïntroduceerd als de beste vriendin van Tawnee Stone, een ander populair model voor het bedrijf. Ze bereikte wereldwijde populariteit. Hierdoor kon zij haar eigen portal of website met exclusieve betaalde adult content starten, voor betalende abonnees, als voorloper van het veel latere Onlyfans. Op deze site werd regelmatig fotosets gepost van Jordan Capri, vaak met andere modellen. Jordan Capri zelf verscheen ook regelmatig in fotoshoots van andere modellen.
Nadat ze trouwde en de achternaam Jackson aannam, trok ze zich eind 2010 terug uit de industrie.

## Filmografie
| Jaar | Titel                                    |
| ---- | ---------------------------------------- |
| 2007 | Jordan Capri: Honeymoon Sex Video        |
| 2007 | Tawnee Stone: Sexy Amateur Fun           |
| 2006 | Jordan Capri: Queen of Cute 2            |
| 2006 | Lightspeed Sorority: All Fun and Games 2 |
| 2006 | Tawnee Stone: Internet Sensation 2       |
| 2006 | The Best of Lightspeed Girls 2           |
| 2005 | Dirty Aly: Getting Down & Dirty          |
| 2005 | Joey: Little Trouble Maker               |
| 2005 | Jordan Capri: Queen of Cute              |
| 2005 | Lightspeed Sorority: All Fun and Games   |
| 2005 | Lightspeed University: Cheerleader Power |
| 2005 | Raimi: Cum Play with Me!                 |
| 2005 | Stacy Bride: All Natural & Naughty       |
| 2005 | Tawnee Stone: Internet Sensation 1       |
| 2005 | Taylor Little: Not So Little Anymore     |
| 2005 | The Best of Lightspeed Girls 1           |

## Prijzen en nominaties
- 2009 XBIZ Awards, Beste Webgirl van het Jaar: genomineerd
- 2009 AVN Online kalender, Miss Januari: winnaar